# شان بروکس
شان بروکس (انگلیسی: Shaun Brooks؛ زادهٔ ۹ اکتبر ۱۹۶۲) بازیکن فوتبال اهل بریتانیا است.
از باشگاه‌هایی که در آن بازی کرده‌است می‌توان به باشگاه فوتبال لیتون اورینت، باشگاه فوتبال کریستال پالاس، باشگاه فوتبال وورتینگ، و باشگاه فوتبال ای‌اف‌سی بورنموث اشاره کرد.